# Joan Salamé
Joan Salamé es un deportista español que compitió en vela en la clase Europe. Ganó una medalla de bronce en el Campeonato Europeo de Europe de 2003.

## Palmarés internacional
| Campeonato Europeo | Campeonato Europeo         | Campeonato Europeo | Campeonato Europeo |
| Año                | Lugar                      | Medalla            | Clase              |
| ------------------ | -------------------------- | ------------------ | ------------------ |
| 2003               | Palma de Mallorca (España) | Medalla de bronce  | Europe             |